# 油蜂族
油蜂族（學名：Centridini）是蜂科一大族，包括2屬300多個物種，本族很多物種都具有攜帶花油的能力，但不擅於披帶花粉或花蜜，本族也因而能攜帶花油的能力而得名。由於常常需要收集花油，本族蜜蜂常會去採花油含量較多的花卉，而這些花油大多是從金虎尾科（Malpighiaceae）的植物採集來的。這些採油的蜜蜂通常在前肢和中間肢的第一節的邊處有緊密間隔、扁平鈍毛組成的“梳子”；並具有如天鵝絨般的“墊子”來吸油，也常會收集樹脂構建巢穴。它們的前翅有微小的翅痣，雌性則有濃密的花粉刷（scopa），觸角的第一個鞭小節（flagellomere）通常比花粉刷長。
本族類型的蜜蜂是美國沙漠中很常見的蜜蜂，它們在非常高的溫度下的環境相當活躍。它們經常在扁軸木屬（Parkinsonia）的花朵上出現。